# Jenő Törzs
Dans le nom hongrois Törzs Jenő, le nom de famille précède le prénom, mais cet article utilise l’ordre habituel en français Jenő Törzs, où le prénom précède le nom.

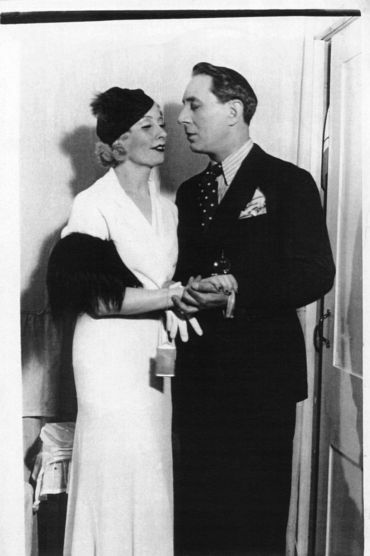
Jenő Törzs et Hanna Honthy en 1933.

Jenő Törzs (né le 23 avril 1887 à Budapest, Autriche-Hongrie; mort le 1er février 1946  à Budapest, Hongrie) fut un acteur hongrois.

## Filmographie

### Cinéma
- 1914 : Sárga liliom : Sándor, a fiatal herceg (en tant que Törzs Jenõ)
- 1917 : A szentjóbi erdö titka : Elsner Károly (en tant que Törzs Jenõ)
- 1917 : Az elítélt : Mérnök
- 1917 : Megtisztulás
- 1917 : Vengerkák : Wladimir herceg (en tant que Törzs Jenõ)
- 1918 : A csavargó
- 1918 : A napraforgós hölgy
- 1918 : Az isten fia és az ördög fia : Levi Márton, az Isten fia
- 1918 : Júdás : Alban Kennedy (en tant que Törzs jenõ)
- 1918 : Érdekházasság : Tankréd - a férj (en tant que Törzs Jenõ)
- 1919 : Alraune
- 1919 : Halálos csönd : Gyalán György (en tant que Törzs Jenõ)
- 1919 : Hivatalnok urak : Barna Gábor osztályvezetõ
- 1919 : Izrael
- 1919 : Twist Olivér : Monks (en tant que Törzs Jenõ)
- 1920 : Number 111 d'Alexander Korda
- 1920 : A lélekidomár : Lyonel (en tant que Törzs Jenõ)
- 1920 : Az aranyszemü hölgy : Dr. Halten Artúr (en tant que Törzs Jenõ)
- 1920 : Névtelen vár
- 1920 : Tláni, az elvarázsolt hercegasszony
- 1921 : Júdás fiai
- 1933 : Kísértetek vonata : Teddy Deakin (en tant que Törzs Jenõ)
- 1933 : Miss Iza
- 1934 : Meseautó : Szûcs János bankigazgató
- 1934 : Vasember : Dr.Balla Tamás vezérigazgató
- 1935 : Az okos mama : Tabódy János, földbirtokos (en tant que Törzs Jenõ)
- 1935 : Miss President : Kollár vezérigazgató (en tant que Törzs Jenõ)
- 1936 : Én voltam : Köhler Ervin mérnök (en tant que Törzs Jenõ)
- 1937 : Mámi : Torday Henrik, bankvezér (en tant que Törzs Jenõ)
- 1938 : A 111-es : Mr. Joe Selfridge büvész (en tant que Törzs Jenõ)
- 1938 : Black Diamonds : Kaulmann Félix, bankár (en tant que Törzs Jenõ)